# Doren Wohlleben
Doren Wohlleben (* 28. Juli 1976) ist eine deutsche Germanistin.

## Leben
Nach dem Studium (1996–2001) der Germanistik und Klassischen Philologie an der Ruprecht-Karls-Universität Heidelberg sowie an der Università di Pisa und der Scuola Normale Superiore und der Promotion 2004 im Fach Neuere deutsche Literaturwissenschaft an der Universität Regensburg war sie von 2006 bis 2014 wissenschaftliche Mitarbeiterin im Rahmen des mitbegründeten interdisziplinären Masterstudiengangs Ethik der Textkulturen (Elitenetzwerk Bayern) zeitgleich am Lehrstuhl für Neuere deutsche Literaturgeschichte / Department für Germanistik und Komparatistik der FAU Erlangen-Nürnberg sowie am Lehrstuhl für Neuere deutsche Literaturwissenschaft der Universität Augsburg. Nach der Habilitation 2013 an der Universität Augsburg: doppelte Venia legendi für Neuere deutsche und Vergleichende Literaturwissenschaft (Europäische Literaturen) ist sie seit 2019 W3-Professorin für Neuere und neueste deutsche Literatur an der Philipps-Universität Marburg mit Schwerpunkt Literaturvermittlung in den Medien.
Ihre Forschungsschwerpunkte sind Literaturvermittlung in den Medien (in Kooperation mit Museen, Theater, Rundfunk, Verlagen, Film und Fernsehen), Narratologie und Intermedialität in der Gegenwartsliteratur, Literatur und Kulturtheorie in deutsch-jüdischen Kontexten der Moderne, Hermeneutik, Ästhetik und Rätsel und Ethik und Literatur (Antikenrezeption).